# سیارک ۷۱۷۱
سیارک ۷۱۷۱ (به انگلیسی: 7171 Arthurkraus، نامگذاری:1988AT1) هفت هزار و صد و هفتاد و یکمین سیارک کشف شده‌است که در ۱۳ ژانویه ۱۹۸۸ کشف شد.
قدر مطلق سیارک برابر ۱۴٫۰۰ است.